# Museo Bodegas Carmelitano
El Museo Bodegas Carmelitano situado en Benicasim (Castellón) España. Es un edificio del 1912 de aire entre masía de gente pudiente y casa solariega de campo de burgueses. 
Su armonía no proviene sólo de la traza arquitectónica, sino de la simbiosis entre trabajo de campo y producción artesanal, entre la función económica y la estética.
En ellas se pueden visitar estas cavas y degustar sus productos.
El Licor Carmelitano, elaborado con hierbas, semillas y raíces que existen en el Desierto de las Palmas, y el Moscatel Carmelitano, producto de la uva moscatel que se cosechaba en abundancia en el término municipal de Benicasim, son conocidos y de buena fama. Las destilerías se encuentran ubicadas en las faldas del Desierto, en su camino hacia el mar, y debido al cambio urbanístico, prácticamente, en el centro del casco urbano de Benicasim.
En estas bodegas y destilerías además de elaborar exquisito licor mediante el proceso antiguo y artesanal, se ha ampliado la gama de productos Carmelitanos: Moscatel, Vino de Misa, Vermú, Ginebra, Crema, etc., conjugando recetas y directrices antiguas y artesanas con las técnicas modernas actuales.